# 남애항
남애항(南涯港)은 강원특별자치도 양양군 현남면 남애리에 있는 어항이다. 1971년 12월 21일 국가어항으로 지정되었다. 관리청은 해양수산부 동해어업관리단, 시설관리자는 양양군수이다.

## 연혁
- 남애항이 위치한 양양군의 양양은 오를 양(養), 해양 양(陽)으로 한자의 뜻에서 알 수 있듯이 '해가 떠 오른다'는 의미가 담겨 있는 해돋이 고장이다.
- 남애는 매화가 결실을 맺은 후 떨어지는 모양이라 하여 '낙매'라고 불러오다가 남쪽바다라는 뜻의 '남애'로 개칭되었다.
- 산과 바다가 함께 인접한 곳에 위치한 항으로 수산물의 집산지 역할을 담당하는 남애항은 강원도 3대 미항 가운데 하나로, 1979년 기본시설에 대한 계획을 수립하고 1996년 어항시설 정비계획을 진행했다.[1]

## 어항구역
남애항의 어항구역은 다음과 같다.
- 수역: 북방파제 기부에서 전도(양야도)를 경유한 600m 점(해상), 이점에서 외남애 돌출부 (70°방향선)를 연결하는 선을 따라 형성된 공유수면[2]
- 육역: 강원특별자치도 양양군 현남면 남애리 2-11 외 14필지(상세내역은 생략)[3]

## 개발계획
2006년 3월 28일 변경 고시된 개발계획은 다음과 같다.
- 북방파제 445m, 남방파제 90m, 물양장 577m, 유어선부두 70m, 준설 45.9천m3, 친수시설 1식

## 주요 어종
남애항의 주요 어종은 가자미, 양미리, 광어 등이다.

## 주변 관광
남애항은 남애 2리에 자리 잡고 있는 항으로 새벽에 들어오는 고깃배에서 펄떡 뛰어오르는 생선들은 바다의 신선함을 느끼게 해준다. 바다와 함께 살아가는 어민들의 손끝에서 잡아 올린 가자미와 넙치는 남애항 사람들의 부지런한 생활상을 그대로 담고 있다. 또한 남애항은 해수욕장, 방파제와 등대, 호수, 바위섬, 고깃배와 횟집 등 바다의 정취를 한꺼번에 모아 놓은 집약형 바닷가이다.